# يوجين جون جيربر
يوجين جون جيربر (بالإنجليزية: Eugene John Gerber)‏ هو كاهن كاثوليكي أمريكي، ولد في 30 أبريل 1931 في كينغمان في الولايات المتحدة، وتوفي في 29 سبتمبر 2018 في ويتشيتا في الولايات المتحدة.